# Concești (gmina)
Concești – gmina w Rumunii, w okręgu Botoszany. Obejmuje miejscowości Concești i Movileni. W 2011 roku liczyła 1761 mieszkańców.